# تريفور بيترز
تريفور بيترز (بالإنجليزية: Trevor Peters)‏ هو لاعب كرة قدم بريطاني في مركز الهجوم، ولد في 19 مارس 1989 في دومينيكا. شارك مع منتخب الجزر العذراء البريطانية لكرة القدم. أما مع النوادي، فقد لعب مع Cloud County Thunderbirds ‏.

## وصلات خارجية
- تريفور بيترز على موقع قاعدة بيانات كرة القدم.إي يو (الإنجليزية)
- تريفور بيترز على موقع ناشيونال فوتبول تيمز (الإنجليزية)